# العرب في القوقاز

خريطة القوقاز، 740 م

استقر العرب لأول مرة في القوقاز في القرن الثامن، أثناء الفتح الإسلامي لبلاد فارس (انظر أيضًا الفتح الإسلامي لأرمينيا والحكم الإسلامي في جورجيا ). وقد أعقب انهيار الدولة العباسية في القرن العاشر إنشاء العديد من الإمارات التي يحكمها العرب في المنطقة، وعلى رأسها إمارة شروان (معظم أذربيجان الحالية والجزء الجنوبي الشرقي من داغستان ) التي حكمها سلالة المزياديين . مع قيام حكام شيروان (المعروفين باسم شروانشاه ) بتوسيع سيطرتهم على جزء كبير من جنوب شرق القوقاز وفي الوقت نفسه وجدوا أنفسهم معزولين بشكل متزايد عن الوطن العربي ، فقد كانوا يخضعون للفارسية التدريجية. أفسحت الأسماء الشخصية العربية للشروانشاهيين المجال للأسماء الفارسية، وكان أعضاء الأسرة الحاكمة يدعون أنهم من أصل فارسي قديم (ربما بسبب الزواج من أعضاء من النبلاء المحليين قبل الإسلام)  وأصبحت الفارسية تدريجيًا لغة القصر والسكان الحضريين،  بينما استمر السكان الريفيون في التحدث باللغات الأصلية لألبانيا القوقازية . ومع ذلك، بحلول القرن السابع عشر  أصبحت اللهجة التركية المحلية (التي تطورت فيما بعد إلى اللغة الأذرية الحديثة) لغة الحياة اليومية، فضلاً عن كونها لغة التواصل بين الأعراق. 
استمرت الهجرة العربية خلال العصور الوسطى، وفي بعض الأحيان كانت القبائل العربية البدوية تتسلل إلى المنطقة وتخضع لاستيعاب السكان المحليين. وصف ضابط روسي سويدي يدعى يوهان جوستاف جاربر في سنة 1728 مجموعة من البدو العرب السنّة الذين استأجروا المراعي الشتوية بالقرب من شواطئ بحر قزوين في موغان (في أذربيجان الحالية).   ومن المرجح أن البدو العرب وصلوا إلى القوقاز في القرن السادس عشر أو السابع عشر.  وحتى سنة 1888، كان عدد غير معروف من العرب لا يزالون يعيشون في محافظة باكو التابعة للإمبراطورية الروسية (روسيا حاليا) .  

## اللغة
ذكر جاربر في تقريره أن البدو العرب في موغان كانوا يتحدثون "لغة تركية عربية مختلطة". في سنة 1840، شهد عباس غول باكيخانوف على وجود "نسخة معدلة من اللغة العربية" بين بعض سكان شيروان (انظر عربية شروانية ).  ظلت اللغة العربية، أو تنوعها المحلي، موجودة في أذربيجان حتى النصف الثاني من القرن التاسع عشر وفي داغستان حتى ثلاثينيات القرن العشرين (في دارفاج ، مقاطعة تاباسارانسكي )،  وبعد ذلك بدأ سكان هذه المنطقة يعرّفون أنفسهم على أنهم أذر ، بعد أن تبنوا اللغة الأذربيجانية كلغة أم لهم. أشار تعداد الإمبراطورية الروسية لسنة 1897 إلى وجود 912 متحدثًا باللغة العربية في وسط وجنوب داغستان  ولا يوجد أي متحدث باللغة العربية في ما سيصبح أذربيجان. ومن الجدير بالذكر أن اللغة العربية الفصحى احتفظت بدورها كلغة للتعلم في داغستان لعدة قرون  وكانت لغة التدريس الرئيسية في المدارس المحلية من سنة 1920 إلى سنة 1923 حتى تم استبدالها باللغة الأذربيجانية (وبعد ذلك بلغات أصلية أخرى في داغستان). 